# 叶坪镇 (安康市)
叶坪镇，是中华人民共和国陕西省安康市汉滨区下辖的一个乡镇级行政单位。

## 行政区划
叶坪镇下辖以下地区：
叶坪社区、叶坪村、白龙桥村、金盆村、安宁村、拱桥村、石板村、双桥村、金坪村、河口村、中沟村和中建村。